# Transports a Mèxic
Els transports a Mèxic són regulats pel Minsiteri de Comunicacions i Transports, (Secretaria de Comunicaciones y Transportes o SCT), un ministeri del gabinet del poder executiu federal de govern, així com per la Comissió Federal de Telecomunicacions (Comisión Federal de Telecomunciaciones o COFETEL). Fundada el 13 de maig, 1891 com a Ministeri de Comunicacions i Obres Públiques, l'SCT es divideix en tres subministeris o subsecretaries: el Subministeri d'Infraestructura, el Subministeri de Comunicacions i el Subministeri de Transport.

## Carreteres
La xarxa de carreteres de Mèxic és extensa i cobreix totes les regions del país. Té una extensió total de 332.031 km dels quals 116.802 són pavimentats, fent-la la xarxa de carreteres pavimentada més gran d'Amèrica Llatina. D'aquests 10.474 són autopistes de quatre o més carrils.
La xarxa de carreteres a Mèxic es classifica segons el nombre de carrils i per tipus d'accés. La major part de la xarxa està integrada per carreteres dividides o no, de dos carrils amb voral pavimentat o sense, i conegudes a Mèxic simplement com a carreteras. Les autopistes de quatre o més carrils, amb accés restringit o lliure, són conegudes com a autopistas a Mèxic. Els límits de velocitat a les carreteres varien depenent de les condicions del terreny; a les autopistes de quatre o més carrils és una mitjana de 110 km/h per a automòbils i 95 km/h per als autobusos i camions.
La majoria de les autopistes són autopistes de peatge, conegudes a Mèxic com a autopistas de cuota. (Les autopistes sense peatge són conegudes com a carreteras libres o "carreteres lliures"). La major part de les autopistes de peatge tenen cabines telefòniques, pous d'aigua i rampes d'emergència a intervals curts, i el peatge inclou "assegurança pel viatger" (seguro del viajero) si ocorre un accident a l'autopista. Tanmateix, els peatges són dels més cars del món, segons un estudi comparatiu realitzar el 2004 per la Cambra de Diputats de Mèxic. Les autopistes més recorregudes són aquelles que uneixen les tres àrees metropolitanes més poblades de Mèxic: la ciutat de Mèxic, Guadalajara i Monterrey, que formen un triangle.
Cap autopista federal o de peatge no creua una ciutat o conurbació, a diferència dels Estats Units. Les autopistes de peatge es converteixen en carreteres de circunvalació (libramientos o periféricos), o en arribar a les ciutats es transformen en "artèries viàries".
Les carreteres mexicanes tenen un codi d'un a tres dígits. A les carreteres que van de nord cap a sud se'ls assigna un nombre senar, mentre que les carreteres de van d'est cap a l'oest se'ls assigna un nombre parell. Les autopistes de peatge sovint són paral·leles a les carreteres "lliures" i per tant, se'ls assigna el mateix nombre però amb una "D" al final. (Per exemple, la carretera lliure de dos carrils que connecta la ciutat de Mèxic i Puebla és la MX 150, mentre que l'autopista de sis carrils que les connecta és la MX 150D).
Mèxic ha tingut dificultats per a construir una xarxa integrada d'autopistes atesa l'orografia accidentada— la major part del país és creuada per serralades de gran altitud. Durant les últimes dues dècades, Mèxic ha realitzat importants inversions per millorar la infraestructura viària connectant les ciutats principals del país. Malgrat la seva extensió i el desenvolupament recent, la xarxa encara no pot cobrir les necessitats de la població, i llevat de les autopistes de peatge i algunes carreteres principals, la majoria no reben el manteniment adequat.
A més a més, un altre problema és que al centre del país, totes les autopistes i carreteres convergeixen a la ciutat de Mèxic, i n'hi ha poques de perifèriques que connecten els centres urbans que l'envolten sense creuar-la, congestionant així el trànsit de l'àrea metropolitana de la ciutat de Mèxic, amb vehicles temporals. El govern federal, en associació amb els governs de l'estat de Mèxic i el Districte Federal han començat les construccions d'una autopista perifèrica coneguda com a Arco Norte mentre que l'SCT ha començat la construcció d'una autopista de peatge circular que connectarà les autopistes de Querétaro, Puebla i Toluca, sense creuar la ciutat de Mèxic.

## Ferrocarrils
Mèxic va ser un dels primers països llatinoamericans a promoure el desenvolupament dels ferrocarrils el segle xix. La primera via fèrria va començar a construir-se el 1842, i es va finalitzar el 1848, connectant el Port de Veracruz a la ciutat d'El Molino, un primer pas per a connectar el port amb Puebla, la segona ciutat més gran aleshores, i aquesta amb la ciutat de Mèxic. Els governs successius del president Porfirio Díaz durant les últimes dues dècades del segle xix i la primera del segle xx, van invertir en l'expansió més gran de la xarxa de ferrocarrils mexicans de la història, connectant totes les regions del país. El president Lázaro Cárdenas del Río va nacionalitzar-la el 1937; va ser privatitzada la dècada de 1990 durant l'administració de Carlos Salinas de Gortari.
La xarxa ferroviària tenia el 2005 una extensió de 26.663 km, i és operada per:
- Kansas City Southern de México (abans Transportación Ferroviaria Mexicana), connectant el centre de Mèxic amb els estats de l'Oest Mitjà dels Estats Units, des de l'estat de Veracruz, a l'estat d'Illinois,
- Ferromex, la companyia ferroviària més gran del país,
- Ferrosur,
- Línea Coahuila-Durango,
- Compañía de Ferrocarriles Chiapas-Mayab,
- Ferrocarril y Terminal del Valle de México i
- Ferrocarril del Istmo de Tehuantepec o Transístmico, l'única companyia ferroviària estatal.

La gran majoria de la xarxa ferroviària a Mèxic només s'utilitza per al transport de mercaderies; el transport ferroviari de passatgers és mínim. Algunes seccions petites de la xarxa són assignades als governs dels estats de Mèxic per a la transportació de passatgers com ara:
- Adames-Peñuelas a l'estat d'Aguascalientes
- Tijuana-Tecate a la Baixa Califòrnia
- Pachuca-Tepa-San Augstín Irolo a Hidalgo, i el
- Tren Suburbà o de Rodalies de l'àrea metropolitana de la ciutat de Mèxic.

També hi ha serveis turístics ferroviaris al Canyó del Coure a l'estat de Chihuahua i a la Riviera Maya.
Localment, la ciutat de Mèxic, Guadalajara i Monterrey operen els seus propis ferrocarrils metropolitans o metros.

## Transport aeri
Mèxic té una xarxa extensa i moderna d'aeroports a tot el territori; les connexions nacionals són considerades eficients i segures. La infraestructura aeroportuària de Mèxic és la més avançada d'Amèrica Llatina totes les ciutats amb més de 500 mil habitants estan connectades. Hi ha 1.834 pistes d'aterratge a Mèxic, el tercer nombre més gran del món. Els set aeroports més gran, que concnetren el 90% del trànsit aeri són (en ordre de tràfic): l'Aeroport Internacional Benito Juárez (a la ciutat de Mèxic), l'Aeroport Internacional de Cancun, l'Aeroport Internacional Don Miguel Hidalgo y Costilla (a Guadalajara), l'Aeroport Internacional General Mariano Escobedo (a Monterrey), l'Aeroport Internacional General Abelardo L. Rodríguez (a Tijuana), l'Aeroport Internacional General Juan N. Álvarez (a Acapulco) i l'Aeroport Gustavo Díaz Ordaz (a Puerto Vallarta). Tots els aeroports són operats per companyies privades amb la notable excepció de l'Aeroport de la ciutat de Mèxic. Aquest aeroport és el més gran d'Amèrica Llatina en trànsit aeri, i el 46è més gran del món, transportant prop de 26 milions de passatgers a l'any.
El 2006 hi havia més de 70 companyies aèries locals a Mèxic. Les dues principals són Aeroméxico (operada pel Grupo Financiero Banamex) i Mexicana de Aviación (operada pel Grupo Posadas). Altres companyies aèries més petites són: Aeorméxico Connect, Click Mexicana, Aviacsa, Volaris, Interjet, Aero California, Aeromar, Avolar, ALMA de México, VivaAerobus, Magnichartes, Nova Air i Republicair.
Els governs dels Estats Units i Mèxic han aprovat un tractat de "cels oberts" que permet que les línies aèries de baix cost puguin operar rutes directes entre les ciutats nord-americanes i mexicanes. Això descentralitzarà el trànsit aeri de Nord-americà en connectar les ciutats més petites sense la necessitat de connexions intermèdies amb els aeroports més grans d'ambdues nacions.

## Ports marítims
Mèxic té 76 ports marítims i 9 ports fluvials. Els quatre ports marítims, que concentren el 60% del tràfic de mercaderia són Altamira (a Tamaulipas) i Veracruz (a l'estat de Veracruz), tots dos del Golf de Mèxic; i port de Manzanillo (a Colima) i Lázaro Cárdenas (a Michoacán), tots dos a l'oceà Pacífic. Altres ports són Acapulco, Puerto Vallarta, Guaymas, Tampico, Topolobambo, Mazatlán i Tuxpan.